# Lava Hot Springs
Lava Hot Springs is een plaats (city) in de Amerikaanse staat Idaho, en valt bestuurlijk gezien onder Bannock County.

## Demografie
Bij de volkstelling in 2000 werd het aantal inwoners vastgesteld op 521.
In 2006 is het aantal inwoners door het United States Census Bureau geschat op 481, een daling van 40 (-7,7%).

## Geografie
Volgens het United States Census Bureau beslaat de plaats een oppervlakte van
1,8 km², geheel bestaande uit land. Lava Hot Springs ligt op ongeveer 1530 m boven zeeniveau.

## Plaatsen in de nabije omgeving
De onderstaande figuur toont nabijgelegen plaatsen in een straal van 28 km rond Lava Hot Springs.